# Argonavis
Argonavis（アルゴナビス）は、メディアミックス作品「from ARGONAVIS」から派生した日本の5人組ボーイズバンド。テーマカラーは■VOYAGE BLUE。公式ファンクラブは「Pier」。

## 概要
メンバーが担当キャラクターの声優を務め、かつ同じ楽器を実際に演奏し、ライブ活動を行うメディアミックス作品『from ARGONAVIS』の活動の一環で結成されたバンド。
作中に登場する同名のバンド「Argonavis」の"キャラクターとして"ステージに立ち、演奏や歌唱、MCを行う（一部のライブや、アンコールパートなどではキャスト本人として歌唱やMCを行うこともある）。
本バンドへの加入をきっかけに楽器をはじめた「本業が俳優・声優」のメンバー、本作への参加をきっかけに演技を始めた「本業がミュージシャン」のメンバーなど、さまざまな出自のメンバーが集まり結成されている。アニメ収録などの演技の場では声優のメンバーが、バンド活動においてはミュージシャンのメンバーが指導し、お互いに助け合う関係性を構築している。
週1〜隔週程度の頻度でスタジオ練習を行っており、キャラクターのステージの再現にとどまらず、本人たちがバンドとして結束し、成長していくことを目指している。
楽曲は基本的に作品のストーリー、キャラクターの心情などに基づいて作られ、渡辺拓也、田淵智也（UNISON SQUARE GARDEN）など、様々な作曲家・有名アーティストから提供を受けている。

## メンバー
- 公式サイトの紹介順に基づく。
- 誕生日、出身地、血液型はキャスト本人のもの。

| 名前                         | 担当楽器   | 担当キャラ | 色 | 誕生日   | 出身地   | 血液型 |
| ---------------------------- | ---------- | ---------- | -- | -------- | -------- | ------ |
| いとう まさひろ 伊藤昌弘     | ボーカル   | 七星蓮     | ■  | 7月24日  | 静岡県   | O型    |
| ひゅうが だいすけ 日向大輔   | ギター     | 五稜結人   | ■  | 1月27日  | 宮崎県   | A型    |
| まえだ せいじ 前田誠二       | ベース     | 的場航海   | ■  | 7月1日   | 大阪府   | AB型   |
| もりしま しゅうた 森嶋秀太   | キーボード | 桔梗凛生   | ■  | 8月13日  | 新潟県   | A型    |
| はしもと しょうへい 橋本祥平 | ドラム     | 白石万浬   | ■  | 12月31日 | 神奈川県 | A型    |

### 伊藤昌弘
- ボーカル担当・七星蓮 役。
- 『Argonavis 0-2nd LIVE -始動-』より参加。声優になる前はシンガーソングライターとして活動していた[4]。
- 担当キャラクターである七星蓮は楽器演奏が不得意だが、伊藤本人はギターや大学で専攻していたトランペットをはじめ、様々な楽器の演奏が得意。役を伴わずに本人としてステージに立つ際（アコースティックライブなど）には、演奏を披露することもある。
- 音楽経験が豊富なことからバンドの演奏を俯瞰するような役割を担っている。メンバーに演奏のコツなどを教えることもあり、「教え方がうまい」と称されている[5]。
- 音楽に対してストイックに求道する姿勢や、幼い頃から学んできた生い立ちなどから、小笠原仁からは「（内面が）旭那由多っぽい」と語られており、本人もGYROAXIAのようなラウドロックが本来の音楽の趣味に近いと語っている[6]。

### 日向大輔
- ギター担当・五稜結人 役。
- 2018年より声優としての活動を開始。それ以前はシンガーソングライターとして活動していた。
- 伊藤とのアコースティックライブでは、ギターの他にハーモニカなどの演奏も披露。ループマシンを使った演奏[7]なども得意としており、ライブでの音色のアレンジなども自ら担当することが多い。
- 2022年2月1日、株式会社アルゴナビスの広報に就任。以降、ファンクラブのブログの更新や写真撮影などを担当[8]。
- 作曲を得意としており、プロジェクト内でもライブ用の楽曲アレンジ、入場SEの作曲などを担当している[9]。
- ライブ出演時は結人に近い茶〜金の髪色にしている[10]。

### 前田誠二
- ベース担当・的場航海 役。
- 2017年より声優として活動開始。GYROAXIAの真野拓実とは同期である。
- ベースは学生時代に9mm Parabellum Bulletのコピーバンドで担当して以来未経験だったが[11]、現在は宮内告典の友人のミュージシャンにプロと勘違いされるほど上達している[12]。

### 森嶋秀太
- キーボード担当・桔梗凛生 役。
- 2010年より声優として活動開始。
- 歌が好きで、ゴスペル教室に通っていた。
- 本プロジェクトへの参加で声優デビューとなった伊藤・日向や、GYROAXIAの橋本真一・宮内告典に、声優としての技術的な指導を行った。

### 橋本祥平
- ドラム担当・白石万浬 役。
- 『Argonavis 0-BEYOND LIVE -始動-』より参加。
- 普段は舞台俳優として活動。舞台の稽古の空き時間を利用してドラムの練習をしている[13]。
- いとこに電子ドラムを貰ったことをきっかけに独学で叩いていたところ、番組企画でドラムの基礎を学ぶ[14]。本プロジェクトへの参加から本格的に習得。伊藤からは演奏について「真面目でいい人な、明るい人柄が伝わる音」「音がパワフル」と称されている[5]。

## エピソード

### 楽曲について
楽曲は「王道」でありつつ、キャラクターが抱える苦悩などを描いた「泥臭さ」や「苦難を乗り越えた希望」のある雰囲気で作られている。
メインボーカルはほぼ全ての楽曲で伊藤（七星蓮）だが、日向（五稜結人）や森嶋（桔梗凛生）が一部のボーカルパートを担当する楽曲も多い。全員のコーラスが入る楽曲が数曲あるほか、1stライブやカバーライブでは全メンバーのソロ歌唱（カバー楽曲）が披露された。

### ライブについて
ミュージシャンのメンバーがいることによる安定したパフォーマンス、生き生きとした楽器隊の演奏、伊藤の歌声の力強さ・伸びやかさ、リズム隊のどっしりした安定感など、ライブのクオリティについて高い評価を受けている。ライブでのアレンジ、ステージ演出などはメンバーによる提案で決まっていくことが多い。
『Argonavis 0-1st LIVE -始動-』時は森嶋（キーボード）、日向（ギター）、前田（ベース）のみでライブを行った。ボーカルは持ち回りで担当。練習期間は3〜4ヶ月だった。また、この時点ではキャラクターも存在していなかった。
初期にはシンガーソングライター出身の伊藤・日向による路上ライブなども行われた。また、二人（+ゲスト）によるアコースティックライブも不定期に行っており、その際は役ではなく本人としてライブをする。
キャラクターの出身地であり、作品の舞台である函館でのライブを初期から熱望していた。2021年には実際に「Argonavis LIVE 2021 -きっと僕らは-」が函館市民会館にて開催された。

### バンド練習について
曲から浮かんだ景色やイメージを共有し、音ごとにどんな意味があるのかを確認しながら、舞台稽古のように練習している。「気持ちを合わせることで技術を超えた部分が変わっていく」との考えから。メンバーの個性が強いGYROAXIAに対して、「結束力が強み」としている。

## 使用機材

### ギター（日向）
- Gibson Custom Goryo Yuto Les Paul Standard Prototype #1

ギブソンとエピフォンからシグネチャーモデルが発売されている。
- Gibson Custom Shop 1956 Les Paul Goldtop VOS

2022年より使用。P90ピックアップを搭載。

### ベース（前田）
- Gibson Matoba Wataru SG Standard Bass

ギブソンからシグネチャーモデルが発売されている。
- Gibson USA Thunderbird Ⅳ Worn White

2022年より使用。

### キーボード（森嶋）
- 上段：Roland FA06
- 下段：Roland FA08
- ショルダーキーボード：Roland AX-Edge[21]

### ドラム（橋本）
- ドラムセット：Pearl Masters Maple Reserve（2タム、1フロアタムのセット、ウルトラブルーフェイドフィニッシュ）
- スネア：Pearl Sensitone Elite Brass Shell Snare STE1450BR
- キックペダル：Pearl Eliminator Redline P-2052C ツインペダル
- ビーター：クォード・ビーター Pearl B-250QB
- シンバル：（全てSabian製） HHX Groove Hats 14″、AAX Splash 10″、AA Thin Crash 18″、AA Medium Thin Crash 18″、AAX Stage Ride 20″、AAX Chinese 20″
- スティック：Pearl110NH（"BANRI SHIROISHI""Argonavis"のロゴがプリントされたオリジナルデザイン、グリップテープPearl Tight Gripを巻いて使用[21]）

Pearlからオリジナルモデルが発売している。

## 来歴

### 2018年
- 5月12日 - 『BanG Dream!』の男性バンドプロジェクト『ARGONAVIS from BanG Dream!』、バンド「Argonavis」の結成を発表。メンバーとして森嶋秀太、日向大輔、前田誠二の加入が発表された。
- 7月29日 - 東京・下北沢GARDENにて『Argonavis 0-1st LIVE -始動-』が開催[23]。
- 9月15日 - 東京・下北沢GARDENにて『Argonavis 0-2nd LIVE -始動-』が開催。伊藤昌弘の参加、キャラクター名とシルエットが発表された。
- 12月10日 - 東京・下北沢GARDENにて『Argonavis 0-BEYOND LIVE -始動-』を開催。橋本祥平の参加、プロジェクトスタッフ、キャラクターデザインが発表され、5人態勢での活動が開始された。

### 2019年
- 2月20日 - 1stシングル「ゴールライン」発売。
- 2月22日 - BanG Dream! 7th☆LIVE Day2「Genesis」にオープニングアクトとして演奏。
- 5月17日 - 舞浜アンフィシアターにて『BanG Dream! Argonavis 1st LIVE』を開催。
- 7月20日 - 幕張メッセ国際展示場にて『BanG Dream! Argonavis 1.5th LIVE』を『D4DJ 1st LIVE』DAY1と合同開催。
- 8月21日 - 2ndシングル「STARTING OVER/ギフト」が発売。両曲とも『カードファイト!! ヴァンガード』関連のタイアップ楽曲となる[24]。
- 12月5日 - TOKYO DOME CITY HALLにて『BanG Dream! Argonavis 2nd LIVE「VOICE -星空の下の約束-」』を開催[25]。

### 2020年
- 1月15日 - ARGONAVIS 3rdCD「VOICE/MANIFESTO」が発売。
- 4月28日・29日 - 舞浜アンフィシアターにて『ARGONAVIS 3rd LIVE「CROSSING」』を開催予定だったが、新型コロナウイルスの影響により延期[注 1][27]。
- 4月29日 - 3rdシングル「星がはじまる」が発売。
- 6月15日 - デジタルシングル「STARTING OVER feat.旭 那由多」が配信開始。
- 7月15日 - MixChannelにてオンラインライブ『ARGONAVIS Special Live -Starry Line-』を配信。
- 8月12日 - 1stアルバム「Starry Line」が発売。
- 8月29日 - 『Animelo Summer Live 2020 -COLORS-』に出演予定だったが、新型コロナウイルスの影響により2021年に延期となった。
- 9月26日 - LisOeuf♪ Party 2020 -AUTUMN-に出演。
- 10月10日 - 東京ガーデンシアターにてGYROAXIA、Fantôme Iris、風神RIZING！、εpsilonΦとの合同ライブ『ARGONAVIS AAside ライブ・ロワイヤル・フェス2020』を開催[28]。
- 12月27日 - デジタルシングル「リスタート」が配信開始。

### 2021年
- 1月5日 - デジタルシングル「超夢宙閃隊〈スターファイブ〉より愛を込めて」が配信開始。
- 1月9日 - TOKYO DOME CITY HALLにて「ARGONAVIS AAside New Year Event “ナビ初め”」を開催予定だったが、新型コロナウイルスの影響によりオンライン配信に変更。
- 1月14日 - デジタルシングル「AAside」が配信開始。
- 3月12日・13日 - パシフィコ横浜国立大ホールにてにてGYROAXIAとの対バンライブ「ARGONAVIS 3rd LIVE「CROSSING」振替公演」を開催。
- 4月4日 - 5月2日 - 「アルゴナビス Acoustic Tour 2021 -Spring Session-」を開催。
- 5月26日 - 4thシングル「JUNCTION/Y」を発売。
- 5月30日 - コニファーフォレストにてGYROAXIAとの対バンライブ「ARGONAVIS LIVE 2021 JUNCTION A-G」が開催。
- 6月24日 - 27日 - 舞台『ARGONAVIS the Live Stage』をシアター1010で開催[29]。
- 7月14日 - 5thシングル「可能性/Stand by me!!」を発売[30]。
- 8月28日 -「Animelo Summer Live 2021 -COLORS-」に出演。
- 9月11日 - 10月31日 - 「アルゴナビス Acoustic Tour 2021 -Autumn Session-」を開催。
- 10月5日 -  KT Zepp YokohamaにてGYROAXIA、Fantôme Iris、風神RIZING！との合同カバーライブ「ARGONAVIS LIVE 2021 COVER FESTIVAL」を開催。
- 11月19日 - ARGONAVIS シングルCD「きっと僕らは/火花散ル」を発売[31]。
- 11月23日 - 函館市民会館にて「Argonavis LIVE 2021 -きっと僕らは-」 を開催。
- 12月12日 - Roselia「Edelstein」に伊藤昌弘と日向大輔がオープニングアクトとして出演。

### 2022年
- 1月2日 - パシフィコ横浜国立大ホールにてGYROAXIA、Fantôme Iris、風神RIZING！、εpsilonΦとの合同ライブ「ARGONAVIS LIVE 2022: 1st SHOW  ARGONAVIS LIVE 2022 COVER FESTIVAL mini / 2nd SHOW from ARGONAVIS 1st LIVE -始動-」を開催。
- 2月3日 - Songful days SEASON2 with“Argonavis”powered by SPICE に伊藤昌弘と日向大輔が出演。
- 3月9日 - デジタルシングル「As Is あるがままで」が配信開始。
- 3月23日 - デジタルシングル「銀の新星＜SILVER NOVA＞ feat. 二条 遥 from εpsilonΦ」が配信開始。
- 3月30日 - デジタルシングル「夏のBURRRRN!!!」が配信開始。
- 4月2日 - 23日 - 「アルゴナビス Acoustic Tour 2022 -Spring Session-」を開催。
- 5月7日 - パシフィコ横浜国立大ホールにて「Argonavis LIVE 2022 -DIVE into CYAN-」を開催。
- 5月14日 - TOKYO DOME CITY HALLにおいて「ARGONAVIS 4th NAVIVERSARY EVENT -CHEMISTRY-」を開催[32]。
- 5月25日 - 2ndアルバム「CYAN」が発売。
- 6月12日 - D4DJ presents #ARGONAVIS_DJTIME に伊藤昌弘と日向大輔が出演。
- 8月2日 - デジタルシングル「BLACK&WHITE feat. 旭 那由多 from GYROAXIA」が配信開始。テレビアニメ『カードファイト!! ヴァンガード will+Dress』のオープニングテーマに起用された。
- 10月1日 - 10日 - ライブツアー「Argonavis TOUR 2022 RUN-UP」を開催。
- 10月23日〜11月3日 -「ARGONAVIS Concept LIVE TOUR」を開催。
- 11月13日 - ブシロード15周年記念ライブ in ベルーナドーム に出演。

### 2023年
- 1月8日 - TOKYO DOME CITY HALLにてFantôme Iris、εpsilonΦとの合同ライブ「from ARGONAVIS 2nd LIVE -Rezonance- DAY2」を開催。
- 1月25日 - デジタルシングル「Re-raise feat. 旭 那由多 from GYROAXIA」が配信開始。テレビアニメ『カードファイト!! ヴァンガード will+Dress』Season2のエンディングテーマに起用された。
- 2月18日〜26日 - 舞台『ARGONAVIS the Live Stage2 ～目醒めの王者と恒星のプログレス～』を開催。
- 4月29日・30日 - 「アルゴナビス Acoustic Festival 2023」を開催。
- 5月5日・20日 - ライブツアー「Argonavis LIVE TOUR 2023 -スタートライン-」を開催。
- 9月8日 - LINE CUBE SHIBUYAにてGYROAXIAとの対バンライブ「Argonavis × GYROAXIA LIVE 2023 スタートライン × KICK-START」を開催。同日にデジタルシングル「スタートライン」が配信。

### 2024年
- 1月18日 - Zepp DivercityにてST//RAYRIDEとの対バンライブ「APOLLO RECORDS LIVE 2024 - We are the Star -」を開催。
- 4月7日 - 飛行船シアターにで「アルゴナビス Acoustic Live 2024 - Spring Session -」を開催。
- 4月10日 - from ARGONAVIS ミニアルバム「キミが見たステージへ」を発売。

## 作品

### シングル
|     | 発売日        | タイトル             | 販売形態   | 規格品番   | 形態         | オリコン 最高位 |
| --- | ------------- | -------------------- | ---------- | ---------- | ------------ | --------------- |
| 1st | 2019年2月20日 | ゴールライン         | CD+Blu-ray | BRMM-10178 | 初回限定盤   | 34位            |
| 1st | 2019年2月20日 | ゴールライン         | CD         | BRMM-10179 | 通常盤       | 34位            |
| 2nd | 2019年8月21日 | STARTING OVER/ギフト | CD+Blu-ray | BRMM-10206 | 初回限定盤   | 34位            |
| 2nd | 2019年8月21日 | STARTING OVER/ギフト | CD         | BRMM-10207 | 通常盤       | 34位            |
| 3rd | 2020年4月29日 | 星がはじまる         | CD+Blu-ray | BRMM-10259 | 初回限定盤   | 17位            |
| 3rd | 2020年4月29日 | 星がはじまる         | CD         | BRMM-10260 | 通常盤       | 17位            |
| 4th | 2021年5月26日 | JUNCTION/Y           | CD+Blu-ray | BRMM-10411 | 初回限定盤   | 16位            |
| 4th | 2021年5月26日 | JUNCTION/Y           | CD         | BRMM-10412 | 通常盤Type-A | 16位            |
| 4th | 2021年5月26日 | JUNCTION/Y           | CD         | BRMM-10413 | 通常盤Type-B | 16位            |
| 5th | 2021年7月14日 | 可能性/Stand by me!! | CD+Blu-ray | BRMM-10426 | 初回限定盤   | 12位            |
| 5th | 2021年7月14日 | 可能性/Stand by me!! | CD         | BRMM-10427 | 通常盤       | 12位            |

### アルバム
|     | 発売日        | タイトル    | 販売形態   | 規格品番   | 形態         | オリコン 最高位 |
| --- | ------------- | ----------- | ---------- | ---------- | ------------ | --------------- |
| 1st | 2020年8月12日 | Starry Line | CD+Blu-ray | BRMM-10286 | 初回限定盤   | 3位             |
| 1st | 2020年8月12日 | Starry Line | CD         | BRMM-10287 | 通常盤       | 3位             |
| 2nd | 2022年5月25日 | CYAN        | CD+Blu-ray | ARCA-10001 | 初回限定盤   | 20位            |
| 2nd | 2022年5月25日 | CYAN        | CD         | ARCA-10002 | 通常盤Type-A | 20位            |
| 2nd | 2022年5月25日 | CYAN        | CD         | ARCA-10003 | 通常盤Type-B | 20位            |

### 配信シングル
|     | 発売日         | タイトル                                   |
| --- | -------------- | ------------------------------------------ |
| 1st | 2020年12月27日 | リスタート                                 |
| 2nd | 2021年1月5日   | 超夢宙閃隊〈スターファイブ〉より愛を込めて |
| 3rd | 2021年1月14日  | AAside                                     |
| 4th | 2021年3月14日  | Hey! Argonavis                             |
| 5th | 2022年3月9日   | As Is あるがままで                         |
| 6th | 2022年3月30日  | 夏のBURRRRN!!!                             |
| 7th | 2023年9月8日   | スタートライン                             |

### 映像作品
| 発売日        | タイトル                                                             | 規格        | 規格品番       |
| ------------- | -------------------------------------------------------------------- | ----------- | -------------- |
| 2021年12月8日 | 舞台「ARGONAVIS the Live Stage」                                     | 2Blu-ray+CD | BRMM-10452     |
| 2022年4月6日  | Animelo Summer Live 2021 -COLORS- 8.28                               | 2Blu-ray    | LABX-8534～5/9 |
| 2022年4月20日 | ARGONAVIS LIVE 2021 JUNCTION A-G                                     | Blu-ray+CD  | BRMM-10541     |
| 2022年4月20日 | ARGONAVIS LIVE 2021 JUNCTION A-G                                     | Blu-ray+CD  | BRMM-10542     |
| 2023年6月28日 | 舞台「ARGONAVIS the Live Stage2 ～目醒めの王者と恒星のプログレス～」 | 2Blu-ray+CD | ARXA-10002     |

### 参加作品
| 発売日             | タイトル                                    | 楽曲                                                                         | 参加名義                                                                                      |
| ------------------ | ------------------------------------------- | ---------------------------------------------------------------------------- | --------------------------------------------------------------------------------------------- |
| 2020年1月15日      | Argonavis×GYROAXIA「VOICE/MANIFESTO」       | 「VOICE」 「メリッサ」                                                       | Argonavis                                                                                     |
| 2020年6月15日      | STARTING OVER feat.旭 那由多 from GYROAXIA  | 「STARTING OVER feat.旭 那由多 from GYROAXIA」                               | Argonavis feat. 旭 那由多 from GYROAXIA                                                       |
| 2021年2月3日       | AAside                                      | 「AAside」                                                                   | 七星 蓮 × 旭 那由多 × FELIX × 神ノ島風太 × 宇治川紫夕                                         |
| 2021年2月3日       | AAside                                      | 「AAside CROSSING Ver. 」                                                    | Argonavis×GYROAXIA                                                                            |
| 2021年2月3日       | AAside                                      | 「UNION」                                                                    | Argonavis                                                                                     |
| 2021年11月17日     | Argonavis/GYROAXIA「きっと僕らは/火花散ル」 | 「きっと僕らは」 「Root of Love」                                            | Argonavis                                                                                     |
| 2021年11月17日     | ARGONAVIS Cover Collection -Mix-            | 「GO!!!」 「READY STEADY GO」 「スターライトパレード」 「*～アスタリスク～」 | Argonavis                                                                                     |
| 2022年3月23日      | 銀の新星＜SILVER NOVA＞                     | 「銀の新星＜SILVER_NOVA＞」                                                  | Argonavis feat. 二条 遥 from εpsilonΦ                                                         |
| 2022年8月2日       | BLACK&WHITE                                 | 「BLACK&WHITE」                                                              | Argonavis feat. 旭 那由多 from GYROAXIA                                                       |
| 2023年1月25日      | Re-raise                                    | 「Re-raise」                                                                 | Argonavis feat. 旭 那由多 from GYROAXIA                                                       |
| 2023年9月12日      | 劇場版アルゴナビス AXIA                     | 「Ragnarök Ren Nanahoshi Ver.」                                              | 七星 蓮 from Argonavis                                                                        |
| 2024年4月10日      | キミが見たステージへ                        | 「キミが見たステージへ 」                                                    | from ARGONAVIS（七星 蓮×旭 那由多×FELIX×神ノ島風太×宇治川紫夕×二条 遥×淀川麟太郎×天王寺龍介） |
| 「スタートライン」 | Argonavis                                   |                                                                              |                                                                                               |

## タイアップ曲
| 楽曲                                       | タイアップ                                                                         | 時期   |
| ------------------------------------------ | ---------------------------------------------------------------------------------- | ------ |
| ゴールライン                               | TCG『カードファイト!! ヴァンガード』CMソング                                       | 2019年 |
| ゴールライン                               | テレビアニメ『アルゴナビス from BanG Dream!』挿入歌                                | 2020年 |
| STARTING OVER                              | ゲーム『カードファイト!! ヴァンガード エクス』主題歌                               | 2019年 |
| STARTING OVER                              | テレビアニメ『アルゴナビス from BanG Dream!』挿入歌                                | 2020年 |
| ギフト                                     | テレビアニメ『カードファイト!! ヴァンガード』 新右衛門編 エンディングテーマ        | 2019年 |
| 星がはじまる                               | テレビアニメ『アルゴナビス from BanG Dream!』オープニングテーマ                    | 2020年 |
| 星がはじまる                               | テレビ番組『JAPAN COUNTDOWN』エンディングテーマ                                    | 2020年 |
| 雨上がりの坂道                             | テレビアニメ『アルゴナビス from BanG Dream!』エンディングテーマ                    | 2020年 |
| What-if Wonderland!!                       | テレビアニメ『カードファイト!! ヴァンガード外伝 イフ-if-』オープニングテーマ       | 2020年 |
| What-if Wonderland!!                       | TCG『カードファイト!! ヴァンガード』CMソング                                       | 2020年 |
| Steady Goes!                               | テレビアニメ『アルゴナビス from BanG Dream!』挿入歌                                | 2020年 |
| 流星雨 Acoustic Ver.                       | テレビアニメ『アルゴナビス from BanG Dream!』挿入歌                                | 2020年 |
| Starry Line                                | テレビアニメ『アルゴナビス from BanG Dream!』挿入歌                                | 2020年 |
| AGAIN                                      | テレビアニメ『アルゴナビス from BanG Dream!』挿入歌                                | 2020年 |
| 超夢宙閃隊〈スターファイブ〉より愛を込めて | テレビアニメ『アルゴナビス from BanG Dream!』挿入歌                                | 2020年 |
| VOICE                                      | テレビアニメ『アルゴナビス from BanG Dream!』挿入歌                                | 2020年 |
| Pray                                       | テレビアニメ『アルゴナビス from BanG Dream!』挿入歌                                | 2020年 |
| AAside                                     | ゲーム『アルゴナビス from BanG Dream! AAside』主題歌                               | 2021年 |
| Y                                          | テレビアニメ『カードファイト!! ヴァンガード overDress』エンディングテーマ          | 2021年 |
| Anthem                                     | 舞台『ARGONAVIS the Live Stage』主題歌                                             | 2021年 |
| 可能性                                     | テレビアニメ『ぼくたちのリメイク』エンディングテーマ                               | 2021年 |
| きっと僕らは                               | 映画アニメ『劇場版アルゴナビス 流星のオブリガート』オープニングテーマ              | 2021年 |
| BLACK&WHITE（feat.旭那由多 from GYROAXIA） | テレビアニメ『カードファイト!! ヴァンガード will+Dress』オープニングテーマ         | 2022年 |
| Re-raise（feat.旭那由多 from GYROAXI）     | テレビアニメ『カードファイト!! ヴァンガード will+Dress』Season2 エンディングテーマ | 2023年 |

## ライブ・コンサート

### 合同ライブ
|                            | 開催年                     | タイトル | 出演者                        | 共演                                        | 公演日・会場                                          |
| ARGONAVIS from BanG Dream! | ARGONAVIS from BanG Dream! | ARGONAVIS from BanG Dream!                                                                                     | ARGONAVIS from BanG Dream!    | ARGONAVIS from BanG Dream!                  | ARGONAVIS from BanG Dream!                            |
| -------------------------- | -------------------------- | --- | ----------------------------- | ------------------------------------------- | ----------------------------------------------------- |
| 1                          | 2020年                     | MixChannel Presents ARGONAVIS Special Live -Starry Line-                                                       | 全員                          | ゲスト：小笠原仁                            | 全1公演：7月25日 MixChannel （オンラインライブ）      |
| 2                          | 2020年                     | ARGONAVIS AAside ライブ・ロワイヤル・フェス2020                                                                | 全員                          | GYROAXIA Fantôme Iris 風神RIZING！ εpsilonΦ | 全1公演：10月10日 東京ガーデンシアター                |
| 3                          | 2021年                     | ARGONAVIS 3rd LIVE「CROSSING」                                                                                 | 全員                          | GYROAXIA                                    | 全2公演：3月12日・13日 パシフィコ横浜国立大ホール     |
| 4                          | 2021年                     | ARGONAVIS LIVE 2021 JUNCTION A-G                                                                               | 全員                          | GYROAXIA                                    | 全1公演：5月30日 富士急ハイランドコニファーフォレスト |
| 5                          | 2021年                     | ARGONAVIS LIVE 2021 COVER FESTIVAL                                                                             | 全員 （橋本祥平のみ映像出演） | GYROAXIA Fantôme Iris 風神RIZING！          | 全1公演：10月5日 KT Zepp Yokohama                     |
| from ARGONAVIS             |                            | |                               |                                             |                                                       |
| 6                          | 2022年                     | ARGONAVIS LIVE 2022 : 1st SHOW ARGONAVIS LIVE 2022 COVER FESTIVAL mini 2nd SHOW from ARGONAVIS 1st LIVE -始動- | 全員                          | GYROAXIA Fantôme Iris 風神RIZING！ εpsilonΦ | 全2公演：1月2日 パシフィコ横浜国立大ホール            |
| 7                          | 2023年                     | from ARGONAVIS 2nd LIVE -Rezonance- DAY2                                                                       | 全員                          | Fantôme Iris εpsilonΦ                       | 全1公演：1月8日 TOKYO DOME CITY HALL                  |
| 8                          | 2023年                     | Argonavis × GYROAXIA LIVE 2023 スタートライン × KICK-START                                                     | 全員                          | GYROAXIA                                    | 全1公演：9月8日 LINE CUBE SHIBUYA                     |
| 9                          | 2024年                     | APOLLO RECORDS LIVE 2024 - We are the Star -                                                                   | 全員                          | ST//RAYRIDE                                 | 全1公演：1月18日 Zepp Divercity                       |
| 10                         | 2024年                     | ARGONAVIS REVIVAL LIVE - Starry Line -                                                                         | 全員                          | ゲスト：小笠原仁                            | 全1公演：7月13日 河口湖ステラシアター                 |
| 11                         | 2025年                     | from ARGONAVIS SPECIAL LIVE 2025 CROSSINGSTAGE                                                                 | 全員                          | 風神RIZING！ FLOW ROOKiEZisPUNKD            | 全1公演：1月11日 TOKYO DOME CITY HALL                 |

### アコースティックライブ
|   | 公演年 | タイトル                                                                             | 公演日         | 会場                                     | 出演者                                                              | ゲスト                                  | 備考          |
| - | ------ | ------------------------------------------------------------------------------------ | -------------- | ---------------------------------------- | ------------------------------------------------------------------- | --------------------------------------- | ------------- |
| 1 | 2021年 | アルゴナビス Acoustic Tour 2021 -Spring Session-                                     | 4月4日         | LIVE ROXY SHIZUOKA（静岡県）             | 伊藤昌弘 日向大輔                                                   |                                         | 7会場全14公演 |
| 1 | 2021年 | アルゴナビス Acoustic Tour 2021 -Spring Session-                                     | 4月10日        | TAKARA OSAKA（大阪府）                   | 伊藤昌弘 日向大輔                                                   | 小笠原仁                                | 7会場全14公演 |
| 1 | 2021年 | アルゴナビス Acoustic Tour 2021 -Spring Session-                                     | 4月11日        | 京都FANJ（京都府）                       | 伊藤昌弘 日向大輔                                                   | 宮内告典                                | 7会場全14公演 |
| 1 | 2021年 | アルゴナビス Acoustic Tour 2021 -Spring Session-                                     | 4月17日        | ダイアモンドホール（愛知県）             | 伊藤昌弘 日向大輔                                                   | 橋本真一 秋谷啓斗                       | 7会場全14公演 |
| 1 | 2021年 | アルゴナビス Acoustic Tour 2021 -Spring Session-                                     | 4月18日        | 横浜みなとみらいブロンテ（神奈川県）     | 伊藤昌弘 日向大輔                                                   |                                         | 7会場全14公演 |
| 1 | 2021年 | アルゴナビス Acoustic Tour 2021 -Spring Session-                                     | 4月25日        | 彩の国さいたま芸術劇場小ホール（埼玉県） | 伊藤昌弘 日向大輔                                                   | SHiNNOSUKE (ROOKiEZ is PUNK'D/S.T.U.W） | 7会場全14公演 |
| 1 | 2021年 | アルゴナビス Acoustic Tour 2021 -Spring Session-                                     | 5月1日・5月2日 | 山野ホール （東京都） 生配信             | 伊藤昌弘 日向大輔                                                   | ASH DA HERO ※昼公演 森嶋秀太 ※夜公演    | 7会場全14公演 |
| 2 | 2021年 | アルゴナビス Acoustic Tour 2021 -Autumn Session-                                     | 9月11日        | DRUM LOGOS（福岡県）                     | 伊藤昌弘 日向大輔                                                   | 森嶋秀太 橋本祥平                       | 8会場全16公演 |
| 2 | 2021年 | アルゴナビス Acoustic Tour 2021 -Autumn Session-                                     | 9月12日        | FLOOR（宮崎県）                          | 伊藤昌弘 日向大輔                                                   | 森嶋秀太 宮内告典                       | 8会場全16公演 |
| 2 | 2021年 | アルゴナビス Acoustic Tour 2021 -Autumn Session-                                     | 10月16日       | KOBE Harbor Studio（兵庫県）             | 伊藤昌弘 日向大輔                                                   | 前田誠二                                | 8会場全16公演 |
| 2 | 2021年 | アルゴナビス Acoustic Tour 2021 -Autumn Session-                                     | 10月17日       | 岡山YEBISU YA PRO（岡山県）              | 伊藤昌弘 日向大輔                                                   | 前田誠二                                | 8会場全16公演 |
| 2 | 2021年 | アルゴナビス Acoustic Tour 2021 -Autumn Session-                                     | 10月23日       | Rensa（宮城県）                          | 伊藤昌弘 日向大輔                                                   | 小笠原仁 宮内告典                       | 8会場全16公演 |
| 2 | 2021年 | アルゴナビス Acoustic Tour 2021 -Autumn Session-                                     | 10月24日       | HIPSHOT JAPAN（福島県）                  | 伊藤昌弘 日向大輔                                                   | 秋谷啓斗                                | 8会場全16公演 |
| 2 | 2021年 | アルゴナビス Acoustic Tour 2021 -Autumn Session-                                     | 10月30日       | NAGANO CLUB JUNK BOX（長野県）           | 伊藤昌弘 日向大輔                                                   | 森嶋秀太                                | 8会場全16公演 |
| 2 | 2021年 | アルゴナビス Acoustic Tour 2021 -Autumn Session-                                     | 10月31日       | NIIGATA LOTS（新潟県）                   | 伊藤昌弘 日向大輔                                                   | 森嶋秀太 ランズベリー・アーサー         | 8会場全16公演 |
| 3 | 2022年 | アルゴナビス Acoustic Tour 2022 -Spring Session-                                     | 4月2日         | HEAVEN'S ROCK 宇都宮（栃木県）           | 伊藤昌弘 日向大輔                                                   |                                         | 7会場全14公演 |
| 3 | 2022年 | アルゴナビス Acoustic Tour 2022 -Spring Session-                                     | 4月3日         | 水戸VOICE（茨城県）                      | 伊藤昌弘 日向大輔                                                   | 宮内告典                                | 7会場全14公演 |
| 3 | 2022年 | アルゴナビス Acoustic Tour 2022 -Spring Session-                                     | 4月9日         | 柏PALOOZA（千葉県）                      | 伊藤昌弘 日向大輔                                                   | 小笠原仁                                | 7会場全14公演 |
| 3 | 2022年 | アルゴナビス Acoustic Tour 2022 -Spring Session-                                     | 4月10日        | CLUBCHANGE WAVE（岩手県）                | 伊藤昌弘 日向大輔                                                   | 秋谷啓斗                                | 7会場全14公演 |
| 3 | 2022年 | アルゴナビス Acoustic Tour 2022 -Spring Session-                                     | 4月16日        | 岐阜CLUB ROOTS（岐阜県）                 | 伊藤昌弘 日向大輔                                                   |                                         | 7会場全14公演 |
| 3 | 2022年 | アルゴナビス Acoustic Tour 2022 -Spring Session-                                     | 4月17日        | 四日市CLUB ROOTS（三重県）               | 伊藤昌弘 日向大輔                                                   |                                         | 7会場全14公演 |
| 3 | 2022年 | アルゴナビス Acoustic Tour 2022 -Spring Session- feat. Songful days by SPICE ※昼公演 | 4月23日        | カルッツかわさき（神奈川県）             | 伊藤昌弘 日向大輔                                                   | 秋谷啓斗                                | 7会場全14公演 |
| 3 | 2022年 | アルゴナビス Acoustic Tour 2022 -Spring Session- Tour Final ※夜公演                  | 4月23日        | カルッツかわさき（神奈川県）             | 伊藤昌弘 日向大輔                                                   |                                         | 7会場全14公演 |
| 4 | 2023年 | アルゴナビス Acoustic Festival 2023                                                  | 4月29日        | Zepp Nagoya（愛知県）                    | 伊藤昌弘 小笠原仁 ランズベリー・アーサー 日向大輔 秋谷啓斗 宮内告典 | センチミリメンタル                      | 2会場全4公演  |
| 4 | 2023年 | アルゴナビス Acoustic Festival 2023                                                  | 4月30日        | Zepp Namba（大阪府）                     | 伊藤昌弘 小笠原仁 日向大輔 秋谷啓斗 宮内告典                        | SHiNNOSUKE (ROOKiEZ is PUNK'D/S.T.U.W） | 2会場全4公演  |
| 5 | 2024年 | アルゴナビス Acoustic Live 2024 - Spring Session -                                   | 4月7日         | 飛行船シアター（東京都）                 | 伊藤昌弘 小笠原仁 日向大輔 秋谷啓斗 宮内告典                        |                                         | 1会場全2公演  |

## 参加イベント

### プロジェクト主催のイベント
| 年     | 出演日   | タイトル                                                                | 出演者                     | 会場                              | 備考                                                  |
| ------ | -------- | ----------------------------------------------------------------------- | -------------------------- | --------------------------------- | ----------------------------------------------------- |
| 2019年 | 10月26日 | 「STARTING OVER/ギフト」リリースイベント                                | 伊藤昌弘 日向大輔          | 東京都内某所                      | ミニトーク＆握手会                                    |
| 2020年 | 1月18日  | Argonavis×GYROAXIA「VOICE/MANIFESTO」リリースイベント                   | 伊藤昌弘を除く4人          | 科学技術館1階 展示･イベントホール | 握手会                                                |
| 2020年 | 12月30日 | アルゴナイト ずっと練習中 ぼうねんかいスペシャル                        | 伊藤昌弘 日向大輔          | 有料配信                          | トーク&弾き語りライブ ゲスト：ASH DA HERO             |
| 2021年 | 1月9日   | ARGONAVIS AAside New Year 生放送“ナビ初め”ONLINE                        | 全員                       | 有料配信                          | バラエティ・ミニライブ（合同イベント） 前半は無料配信 |
| 2021年 | 12月24日 | ナビクリ! -ARGONAVIS Christmas Edition-                                 | 伊藤昌弘 日向大輔          | 有料配信                          | 朗読・バラエティ                                      |
| 2022年 | 5月14日  | ARGONAVIS 4th NAVIVERSARY EVENT -CHEMISTRY-                             | 全員                       | TOKYO DOME CITY HALL              | バラエティ・ミニライブ（合同イベント）                |
| 2022年 | 8月1日   | from ARGONAVIS プロジェクト発表会                                       | 伊藤昌弘 日向大輔          | 飛行船シアター                    |                                                       |
| 2022年 | 10月23日 | ARGONAVIS Concept LIVE TOUR 神ノ島風太 Presents お祭りフェスティバル!!! | 伊藤昌弘 日向大輔 森嶋秀太 | Zepp Divercity                    |                                                       |
| 2022年 | 10月29日 | ARGONAVIS Concept LIVE TOUR 宇治川紫夕 Presents TOY’S                   | 伊藤昌弘 前田誠二 森嶋秀太 | Zepp Nagoya                       |                                                       |
| 2022年 | 11月3日  | ARGONAVIS Concept LIVE TOUR FELIX Presents Spooky Halloween Night       | 伊藤昌弘 日向大輔          | Zepp Sapporo                      |                                                       |
| 2023年 | 3月28日  | ARGONAVIS LIVE EXHIBITION 22-23                                         | 森嶋秀太                   | 六本木BIGHOUSE                    | トークイベント                                        |
| 2023年 | 3月29日  | ARGONAVIS LIVE EXHIBITION 22-23                                         | 日向大輔                   | 六本木BIGHOUSE                    | トークイベント                                        |
| 2023年 | 3月30日  | ARGONAVIS LIVE EXHIBITION 22-23                                         | 日向大輔 森嶋秀太          | 六本木BIGHOUSE                    | トークイベント                                        |
| 2023年 | 3月31日  | ARGONAVIS LIVE EXHIBITION 22-23                                         | 前田誠二                   | 六本木BIGHOUSE                    | トークイベント                                        |
| 2023年 | 4月1日   | ARGONAVIS LIVE EXHIBITION 22-23                                         | 伊藤昌弘                   | 六本木BIGHOUSE                    | トークイベント                                        |
| 2023年 | 5月10日  | from ARGONAVIS プロジェクト発表会 ～THANKS 5th NAVIVERSARY～            | 伊藤昌弘 日向大輔 前田誠二 | Zepp Haneda                       |                                                       |
| 2024年 | 3月31日  | ナビくる 公開収録スペシャル                                             | 伊藤昌弘 前田誠二 森嶋秀太 | 科学技術館サイエンスホール        | 全2公演                                               |

### ゲスト出演イベント
| 年     | 出演日   | タイトル                                                                                | 出演者             | 会場                                    | 備考                              |
| ------ | -------- | --------------------------------------------------------------------------------------- | ------------------ | --------------------------------------- | --------------------------------- |
| 2019年 | 2月23日  | BanG Dream! 7th☆LIVE Day2「Genesis」                                                    | 橋本祥平を除く4人  | 日本武道館                              | オープニングアクト                |
| 2019年 | 5月3日   | 大ヴァンガ祭×大バディ祭2019＋しろくろフェス2019                                         | 全員               | 東京ビッグサイト                        | エンディングステージ              |
| 2019年 | 8月10日  | MEN'S PANIC 2019                                                                        | 全員               | 幕張メッセ                              |                                   |
| 2019年 | 11月9日  | アニメイトガールズフェスティバル 2019                                                   | 橋本祥平を除く4人  | 池袋サンシャインシティ 噴水広場ステージ | スペシャルトークショー&ミニライブ |
| 2020年 | 9月26日  | LisOeuf♪ Party 2020 -AUTUMN-                                                            | 全員               | パシフィコ横浜国立大ホール              |                                   |
| 2021年 | 8月4日   | 〈2021プロ野球エキシビションマッチ〉コラボ企画 北海道日本ハムファイターズ               | 伊藤昌弘           | 千代台公園野球場                        | 国歌斉唱                          |
| 2021年 | 8月28日  | Animelo Summer Live 2021 -COLORS-                                                       | 全員               | さいたまスーパーアリーナ                |                                   |
| 2021年 | 12月12日 | Roselia「Edelstein」                                                                    | 伊藤昌弘 日向大輔  | 名古屋国際会議場センチュリーホール      | オープニングアクト                |
| 2022年 | 2月3日   | Songful days SEASON2 with "Argonavis" powered by SPICE                                  | 伊藤昌弘 日向大輔  | 有料配信                                | アコースティック公演              |
| 2022年 | 6月12日  | D4DJ presents #ARGONAVIS_DJTIME                                                         | 伊藤昌弘 日向大輔  | eplus LIVING ROOM CAFE&DINING           |                                   |
| 2022年 | 11月6日  | としまキャラクターフェスティバル2022                                                    | 伊藤昌弘           | 東京建物 Brillia HALL                   |                                   |
| 2022年 | 11月13日 | ブシロード15周年記念ライブ in ベルーナドーム                                            | 橋本祥平を除く4人  | ベルーナドーム                          |                                   |
| 2023年 | 3月21日  | ヴァイスシュヴァルツ15周年記念発表会／ブシロードTCG戦略発表会2023 永遠のマイターン DAY1 | 日向大輔           | 飛行船シアター                          | アコースティックミニライブ        |
| 2024年 | 6月29日  | FLOW THE FESTIVAL 2024                                                                  | 伊藤昌弘 日向大輔  | ぴあアリーナMM                          | ウェルカムアクト                  |
| 2025年 | 2月1日   | ASH DA HERO LIVE 2025 "New Chapter"                                                     | 伊藤昌弘 小笠原 仁 | Zepp Shinjuku                           |                                   |
| 2025年 | 6月14日  | FLOW THE FESTIVAL 2025                                                                  | 全員               | ぴあアリーナMM                          |                                   |

## ミュージックビデオ
| 公開日 | 公開日  | 曲名         | ディレクター |
| ------ | ------- | ------------ | ------------ |
| 2019年 | 1月17日 | ゴールライン | 丹修一       |

## 出演

### ラジオ
- Argonavis ラジオライン（2019年6月11日 - 2020年8月25日、HiBiKi Radio Station） - 日向大輔、前田誠二[55]

ゲストとして伊藤昌弘、森嶋秀太、橋本祥平も出演。
- ARGONAVIS from BanG Dream! AAside ラジオ・ロワイヤル・フェス（2020年3月13日 - 2021年8月20日、HiBiKi Radio Station） - 月替りのパーソナリティとして不定期出演
- ARGONAVIS ナビゲーターラジオ（2020年10月12日 - 2022年3月28日 、ニッポン放送） - 伊藤昌弘[56]

ゲストとして日向大輔、前田誠二も出演。
- from ARGONAVIS アルゴナビスラジオクルーズ supported by ヴァイスシュヴァルツブラウ（2022年10月6日 - 、K-mix 静岡FM） - 前田誠二

ゲストとして伊藤昌弘、日向大輔、森嶋秀太も出演。

### テレビ番組
- アニソン!プレミアム!（NHK BSプレミアム、2020年5月10日）
- Argonavis LIVE 2022 -DIVE into CYAN- Live & Documentary （スペースシャワーTVプラス、2022年6月4日・12日、7月9日）[57]

### 舞台
- ARGONAVIS the Live Stage（2021年6月24日 - 27日、シアター1010）
- ARGONAVIS the Live Stage2 〜目醒めの王者と恒星のプログレス〜（2023年2月18日 - 20日、東京建物 Brillia HALL / 2月24日 - 26日、AiiA 2.5 Theater Kobe）